# José Medina (médico)
José Osmar Medina de Abreu Pestana (Ipaussu, 18 de junho de 1953) é um médico brasileiro. É membro da Academia Nacional de Medicina, sendo eleito em setembro de 2011 e empossado em abril de 2012. É um médico nefrologista, professor livre-docente da Escola Paulista de Medicina (Unifesp) e diretor do Hospital do Rim e Hipertensão. É membro do comitê de Ética da Sociedade Internacional de transplantes e já foi presidente da Associação Brasileira de Transplante de Órgãos, da Sociedade Latino Americana de Transplantes e da Sociedade de Nefrologia do Estado de São Paulo.

## Carreira médica
José Osmar Medina de Abreu Pestana nasceu em 18 de junho de 1953 no município de Ipaussu, no interior do Estado de São Paulo. Filho de um pedreiro analfabeto e de uma costureira, Medina possui mais 4 irmãos e desde criança já tinha o desejo de se tornar médico. Formou-se, aos 15 anos, como torneiro mecânico, trabalhando em uma concessionária de energia de Ipaussu. Aos 18 anos pediu demissão do trabalho, embarcou em uma carona e foi para São Paulo estudar em um cursinho pré-vestibular. Morava em uma pensão com três colegas, trabalhando em uma fabricante de parafusos para conseguir dinheiro para os estudos.
Entrou em 1974 na Escola Paulista de Medicina (Unifesp), formando-se em 1979. Durante a graduação, foi plantonista do laboratório de nefrologia da universidade. Em 1983 fez a residência médica em Nefrologia no Hospital São Paulo (hospital escola EPM-Unifesp) e terminou o doutorado em Medicina em 1986, pela mesma instituição. Possui pós-doutorado na  Cleveland Clinic (Estados Unidos) na área de transplante renal e também um pós-doutorado em transplante experimental pela Universidade de Oxford, Inglaterra, em 1989.
José Medina é um dos criadores e responsáveis pelo desenvolvimento do Hospital do Rim e Hipertensão (o maior programa de transplantes renais do mundo). Em 2012 foi professor convidado da Universidade de Harvard, recebendo um prêmio pelas mãos de Joseph Murray (o primeiro médico a realizar transplantes e também ganhador do prêmio Nobel de fisiologia ou Medicina em 1990). Já foi homenageado pela Assembleia Legislativa do Estado de São Paulo e colabora com o  Brazilian International Congress of Medical Students (BRAINCOMS), Congresso brasileiro internacional de estudantes de Medicina organizado pela Escola Paulista de Medicina. Foi eleito membro da Academia Nacional de Medicina em 2011, ocupando a Cadeira 50, da qual Antônio Fernandes Figueira é o patrono.

## Atuações durante a pandemia de COVID-19
Durante a pandemia de COVID-19 no Brasil, Medina atuou dentro do Centro de Contingência do Coronavírus do Estado de São Paulo, ao lado de médicos como David Uip, Dimas Covas e Marcos Boulos.  Foi coordenador do Centro de Contingência do dia 3 de agosto de 2020 até 13 de dezembro do mesmo ano, permanecendo por 4 meses na coordenação, entretanto, mesmo deixando a coordenação, manteve-se integrado como membro do comitê.
Medina participou do estudo clínico realizado com o soro anti-COVID do Instituto Butantan, juntamente com os médicos Esper Kallás e Dimas Covas. O soro, extraído a partir do plasma do cavalo, possui anticorpos que podem ajudar no tratamento contra a COVID-19, entretanto, não substitui a vacina. José também participou da Comissão Médica da Educação de SP, um grupo de especialistas que analisava e norteava a volta às aulas práticas no Estado de São Paulo.